# トロント市電

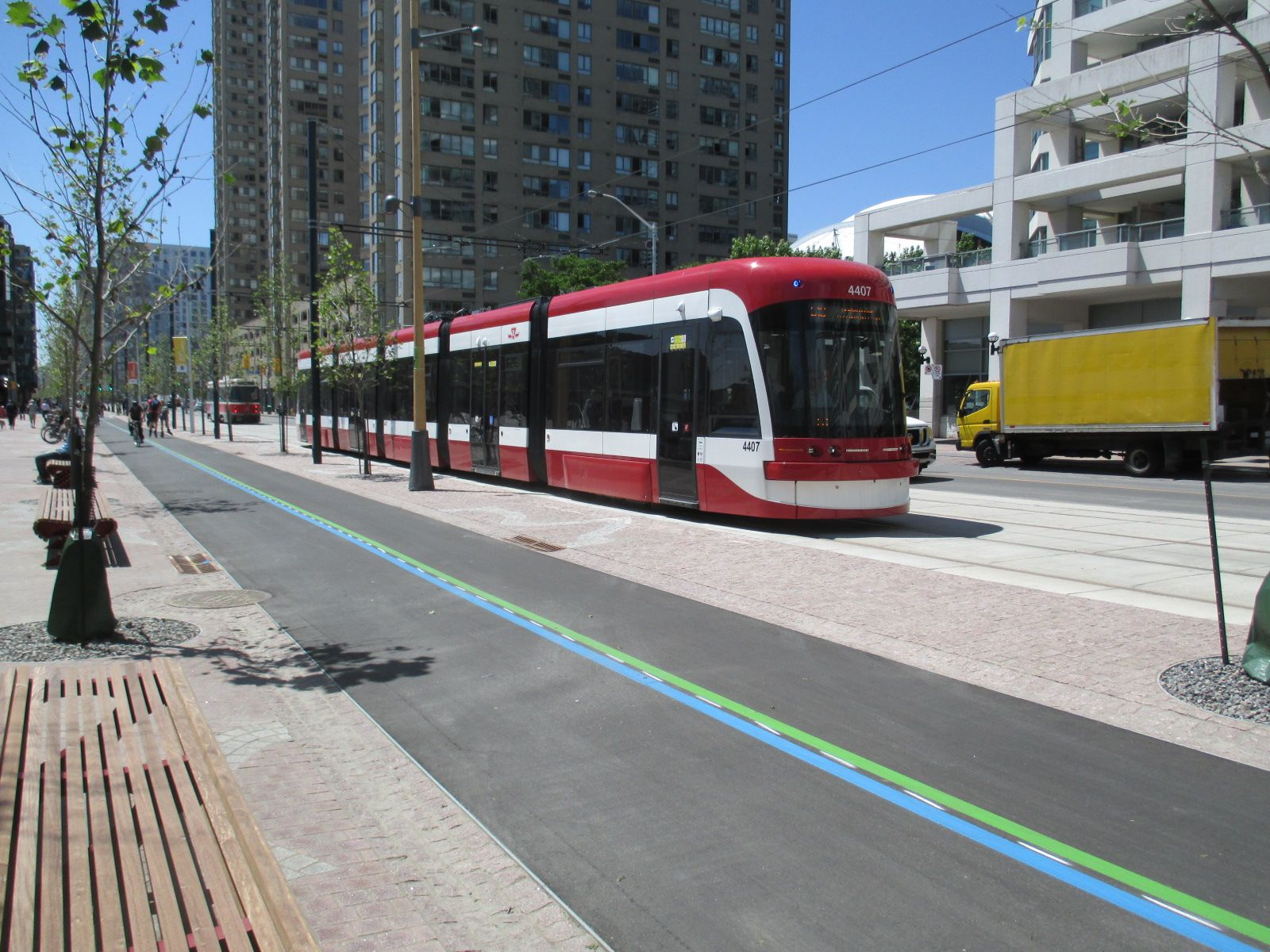
専用軌道を走るハーバーフロント線の超低床電車

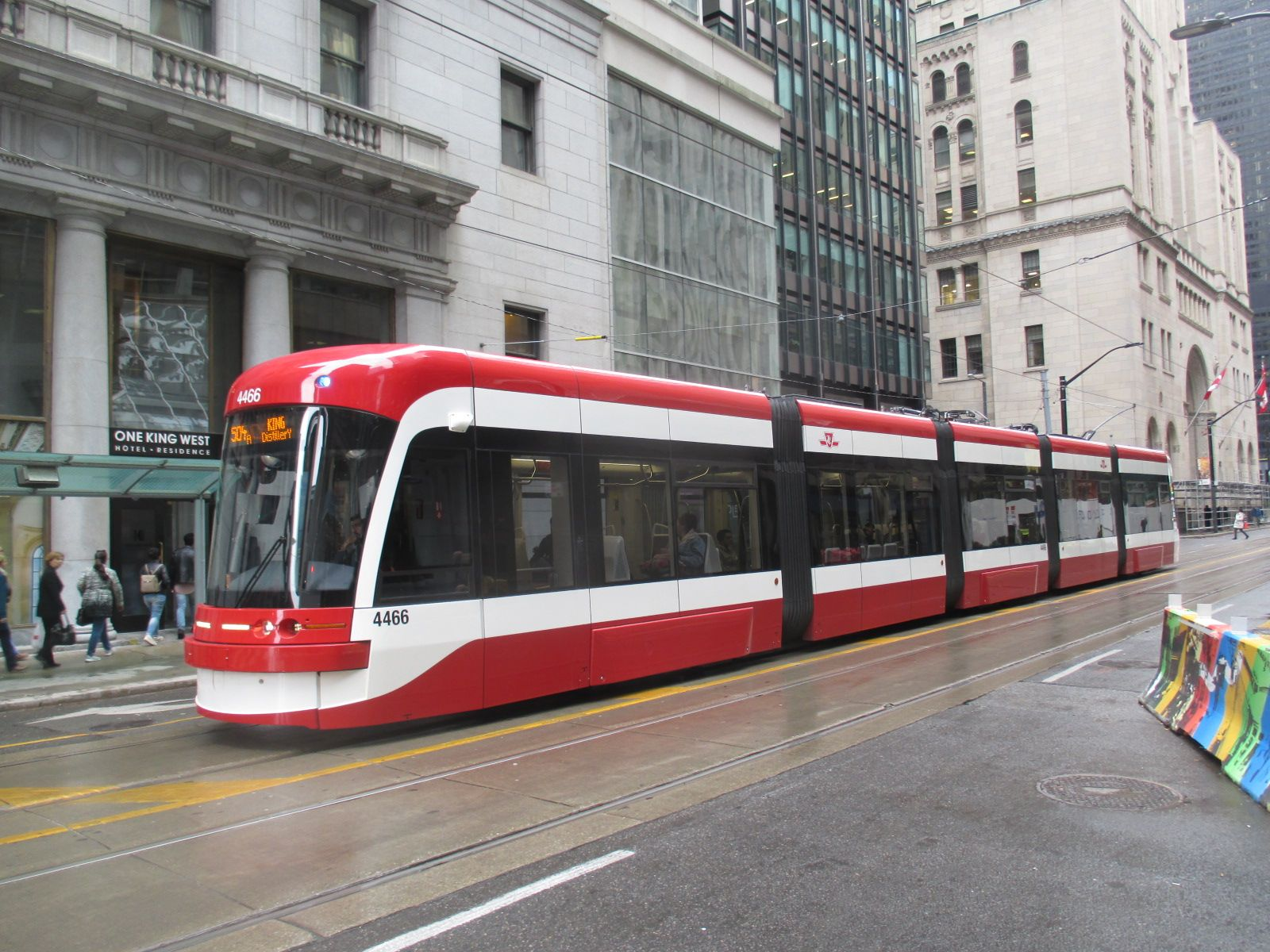
504A系統

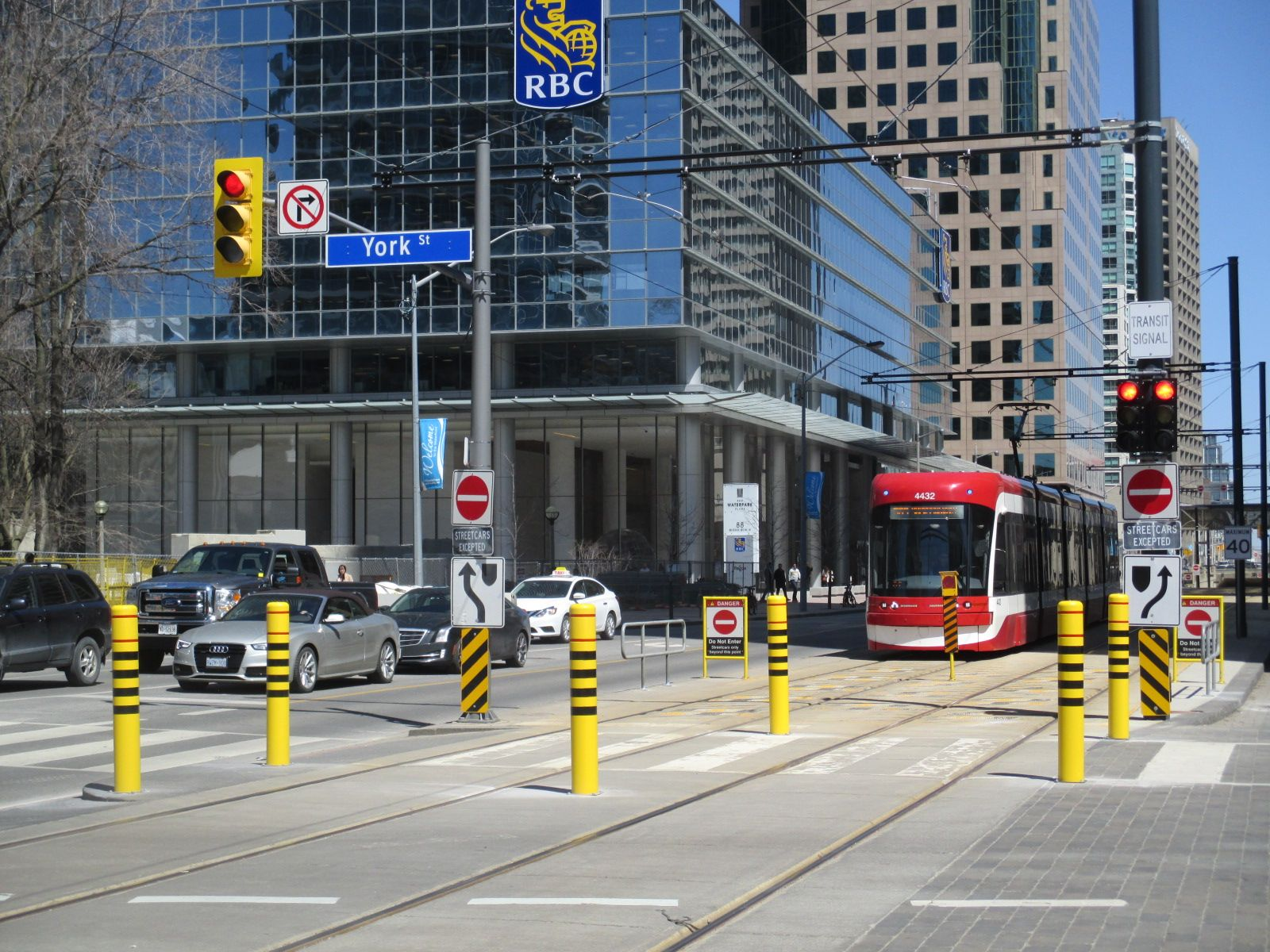
専用軌道を走るハーバーフロント線

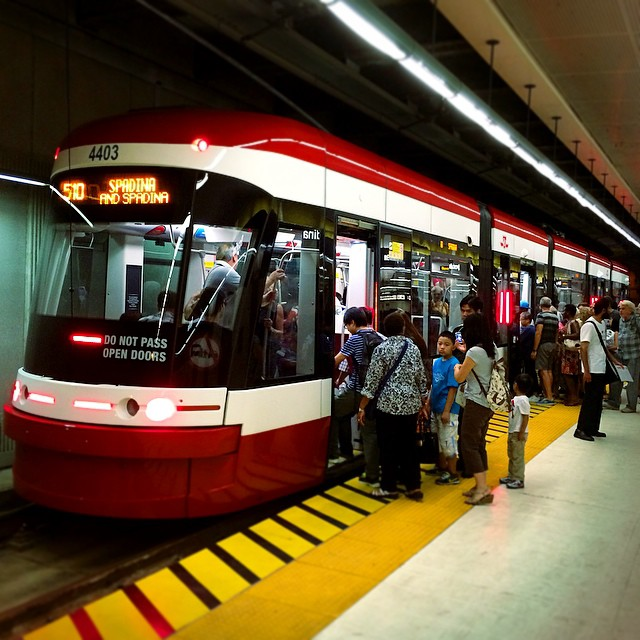
510系統、地下駅となるスパダイナ駅

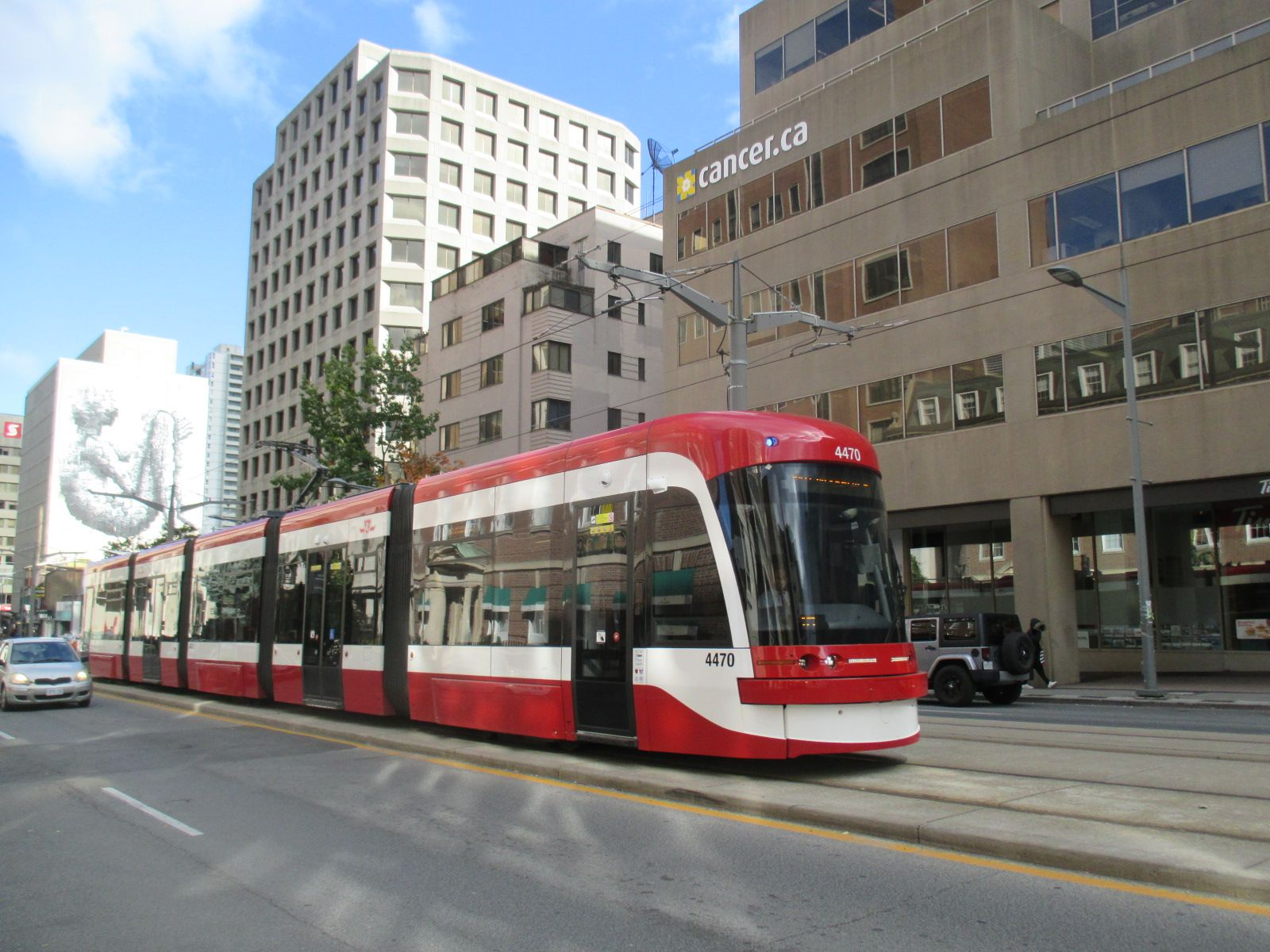
512系統、専用軌道セントクレア線を走る路面電車

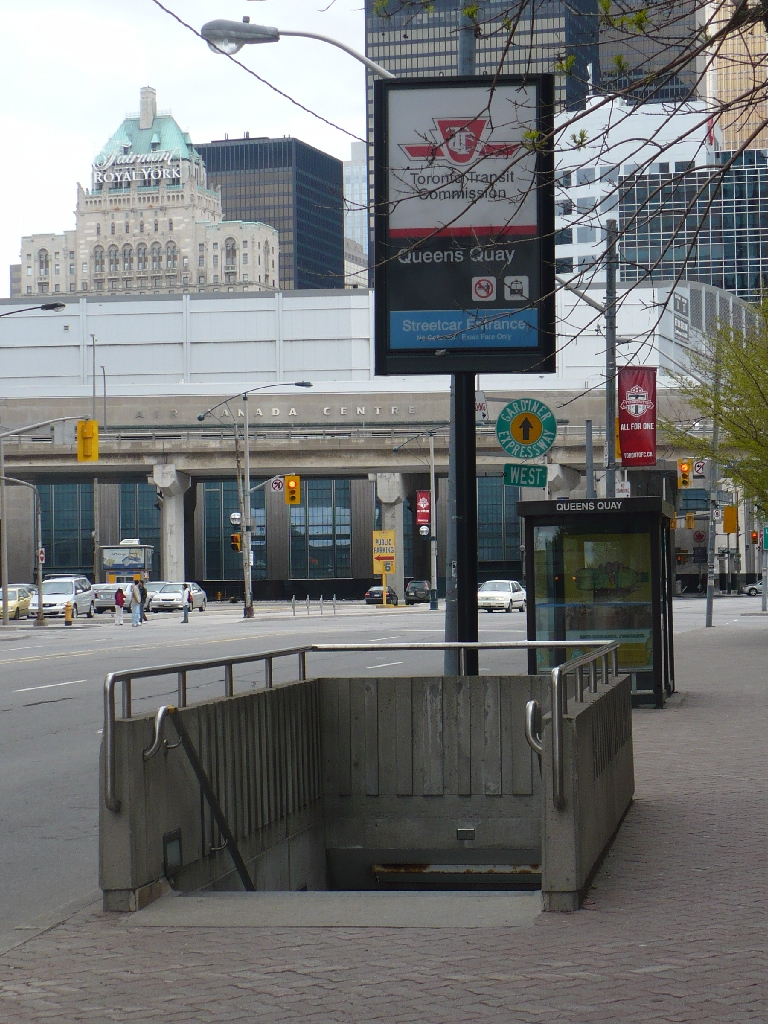
地下駅にあるクィーンズキー駅の地上出入口

トロント市電（英語: Toronto streetcar）は、カナダのオンタリオ州の都市トロントにてトロント交通局により運行されている路面電車である。トロント・ストリートカーとも言われる。総延長83 kmに及び、北米では最大規模の路面電車網となっている。

## 概要
1861年に馬車鉄道として最初の路線が開通。路線の大半が道路との併用軌道となっているが、近年は一部で専用軌道も整備されている他、一部区間では地下鉄となり、地下駅も設定されている。総延長82 km、線路総延長304.6 km、年間利用客数は95,761,000人と北米の路面電車・ライトレールの輸送人員としては最大規模となっている。トロント交通局としては1921年から運行を開始した。第二次世界大戦後北米の多くの都市では路面電車が縮小、廃止されバス路線に置き換えられていったが、トロント市は市電の維持を進めたために、現在でも北米では異例の大規模な路面電車網となっている。その後1966年には地下鉄の開業等により1980年までに全路線の廃止が計画されたものの、市民の反対により廃止が撤回された。1990年には路線の延伸が行われ、一部を地下の専用軌道を走る604ハーバーフロント線が開業した。1997年には510スパダイナ線が併用軌道から専用軌道路線として再開業。その後21世紀に入り施設の老朽化が進み、一部路線の撤廃と路線の再敷設、さらに集電装置がトロリーポール方式からパンタグラフへの転換が行われており、2020年までには全路線で完了する予定である。2010年には512セントクレア線が専用軌道化された。2014年にはトロント市電としては初の超低床電車による新車両『フレキシティー』の導入が行われた。いくつかの路線は地下区間と専用軌道を持つLRTとなっているが、トロント市電はLRT路線としては扱われない場合が多い。
軌間は標準軌道より少し広い1,495 mmでトロントゲージとも呼ばれている。

## 路線
10路線82 km、線路総延長は304.6 kmに達する。運行中の路線は以下のようになる。

### 501 クィーン（Queen）
総延長24.43 km。1875年に開業。24時間運行が行われている。

### 502 ダウンタウナー（Downtowner）
総延長9.38 km

### 503 キングスロード（Kingston Rd）
総延長8.97 km

### 504 キング（King）
系統504Aが総延長10.39 km、系統504Bが総延長9.61 km。最も利用客数が多い路線で504Aと504Bの2系統に分かれている。キングストリート沿いの区間がトランジットモール化される予定である。2012年から504Aの一部区間の専用軌道化が進められている。

### 505 ダンダス（Dundas）
総延長10.74 km

### 506 カールトン（Carlton）
総延長14.82 km。1886年開業。24時間運行が行われている。

### 509 ハーバーフロント（Harbourfront）
総延長4.65 km。1990年に開業。当初は専用軌道と700mの地下区間を持つ’’604 Harbourfront LRT’’路線として開通した。その後2012年には一部区間が510 スパダイナ線区間と統合された。2017年にはトロント市電の路線としては最初に集電装置がトロリーポール方式からパンタグラフへの転換が完了した。

### 510 スパダイナ（Spadina）
総延長6.17 km。1878年に開業。地下鉄1号線、2号線のスパダイナ駅を基点に、鉄道駅のユニオン駅まで運行。1997年には専用軌道化が行われ、1990年に’’604 Harbourfront LRT’’としてLRT路線化が行われた部分を含め、510 スパダイナ線となった。スパダイナ駅、クィーンズキー駅、ユニオン駅は地下駅となっている。パンタグラフ化も完了。

### 511 バサースト（Bathurst）
1885年開通。総延長6.47 km。地下鉄二号線ブロア・ダンフォース線のバサースト駅に接続している。

### 512 セントクレア（St. Clair）
1913年に開通。総延長7.01 km。2010年に専用軌道化された。地下鉄ヤング・ユニヴァーシティ線と交差するセントクレア・ウェスト駅は地下駅となっており、この部分の地下化は1978年に完成している。パンタグラフ化も完了。

## 車両
1977年に導入されたCLRV、1987年に導入されたALRVに加え、2014年には超低床電車のフレキシティーが導入されて2020年には全車両が置き換わる予定となっている。また、路線の再敷設、パンタグラフ化の工事、老朽化したCLRVとALRVの廃車とそれに代わる新型車両フレキシティーの納入が間に合わないために、いくつかの路線ではバスによる代行運行が行われている。

## 計画
いくいつかの路線では延伸や下記のようなLRT路線化の計画がある。
- en:Waterfront West LRT
- en:East Bayfront LRT

## ギャラリー

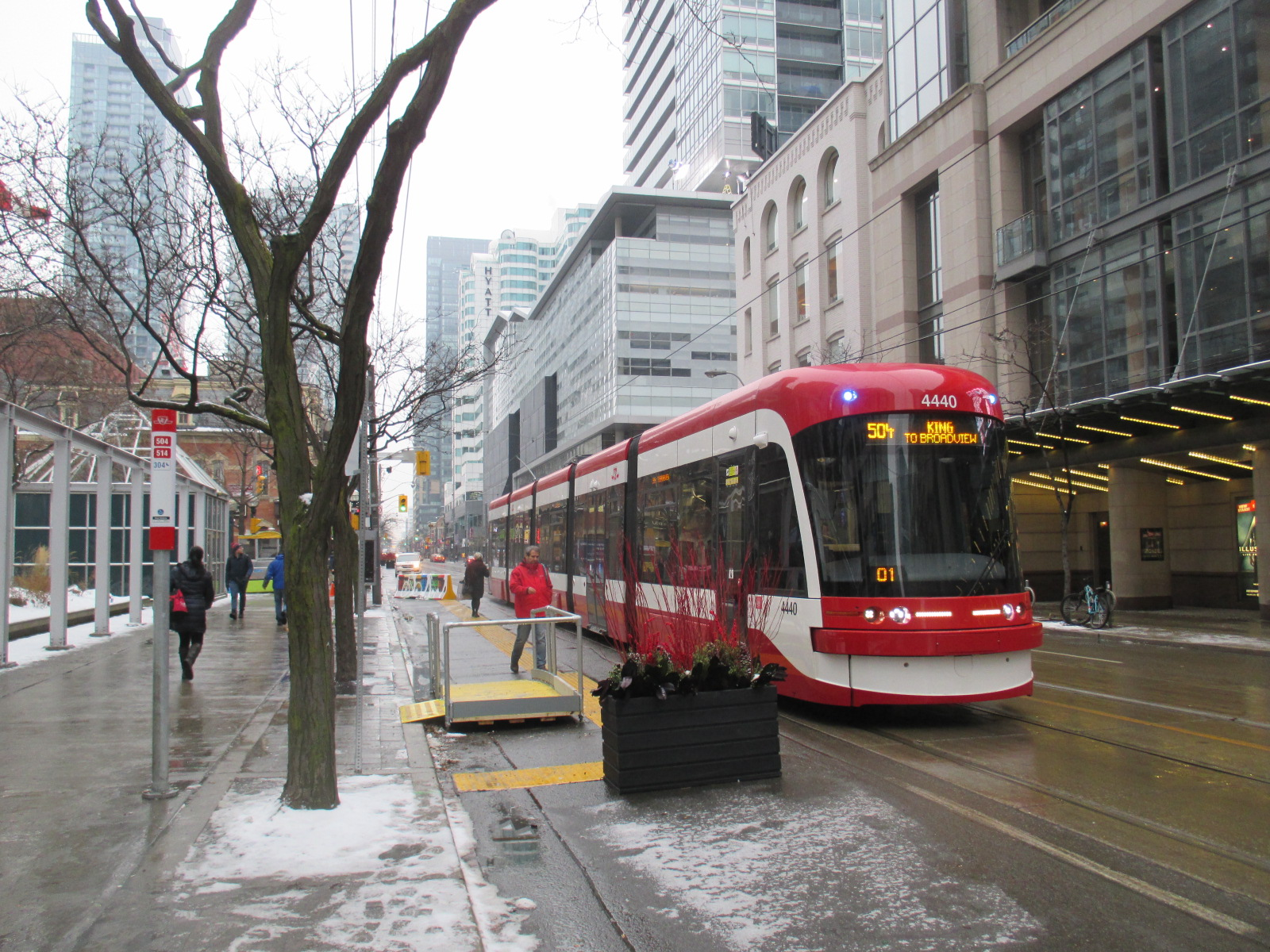
504系統
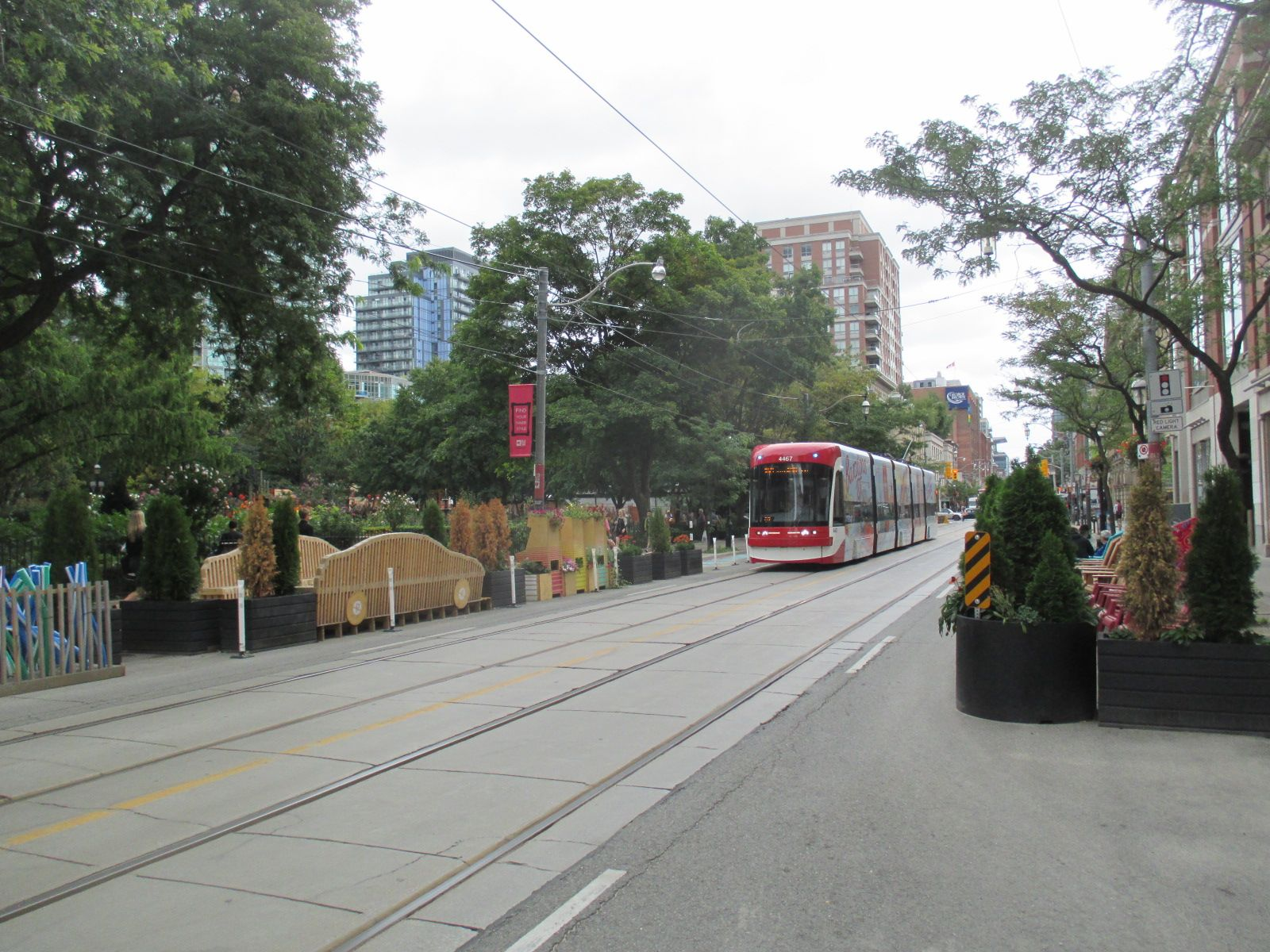
緑化された504系統
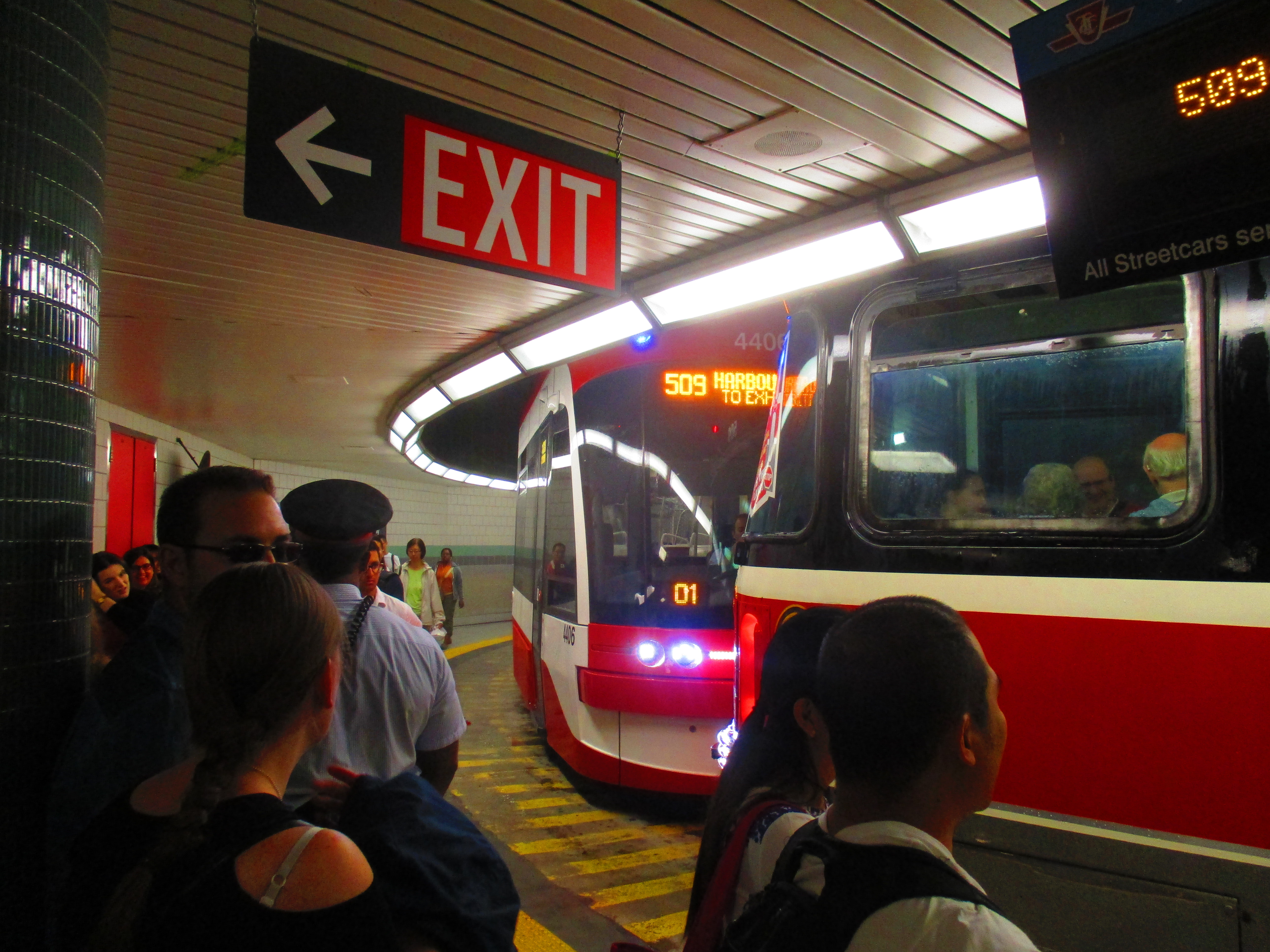
地下駅のユニオン駅
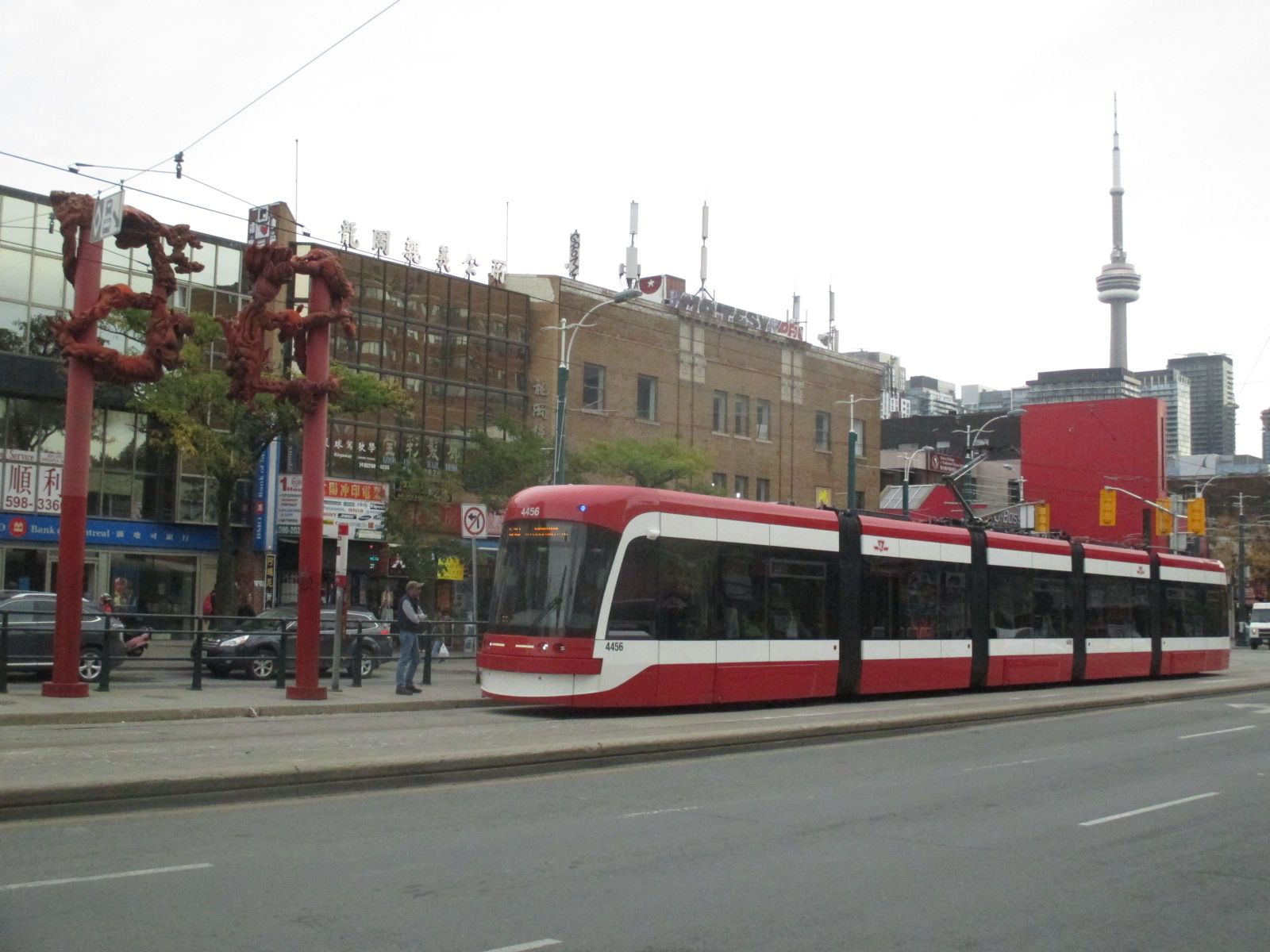
510系統、専用軌道のスパダイナ線を走る路面電車
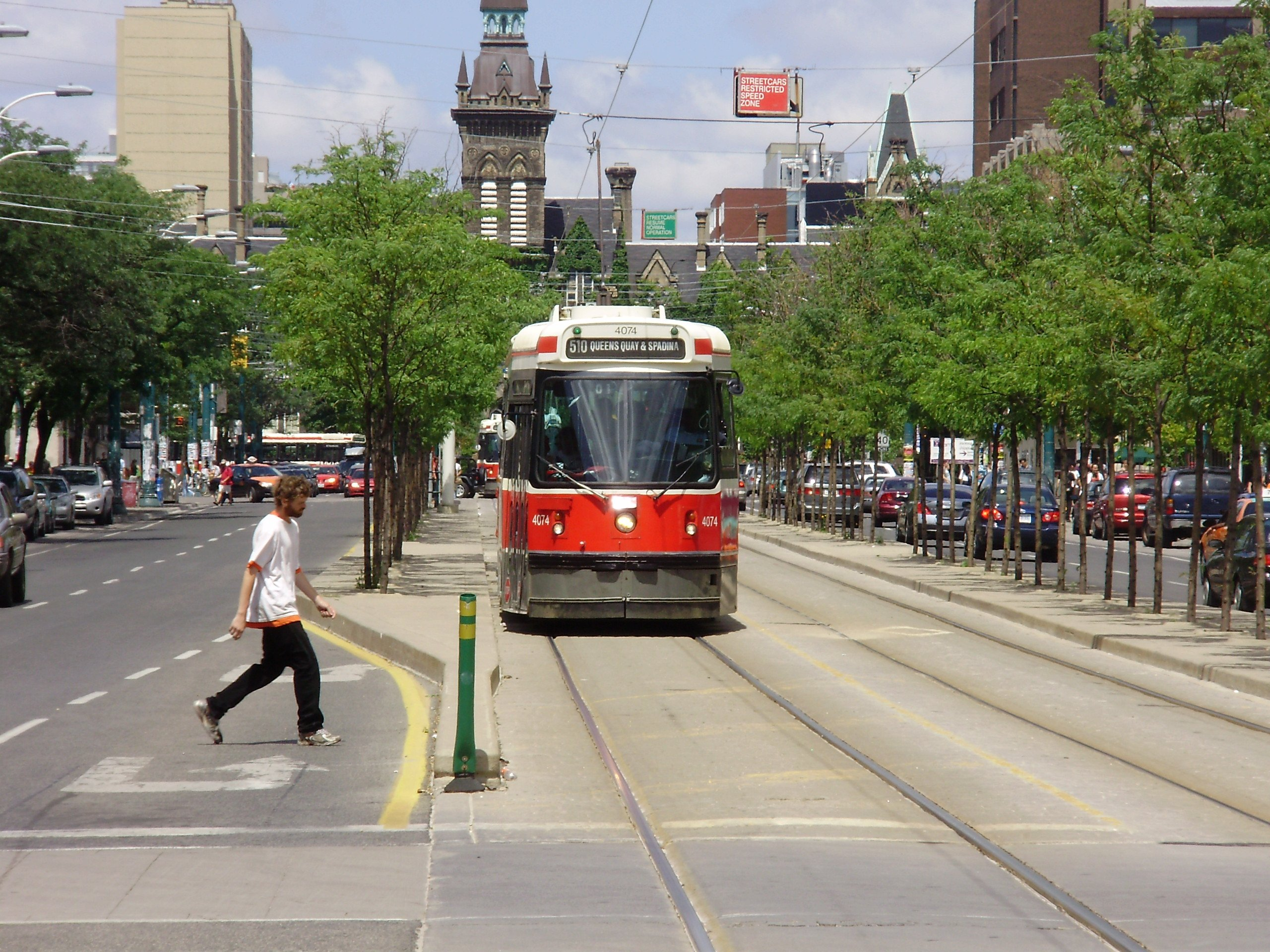
専用軌道を走るスパダイナ線
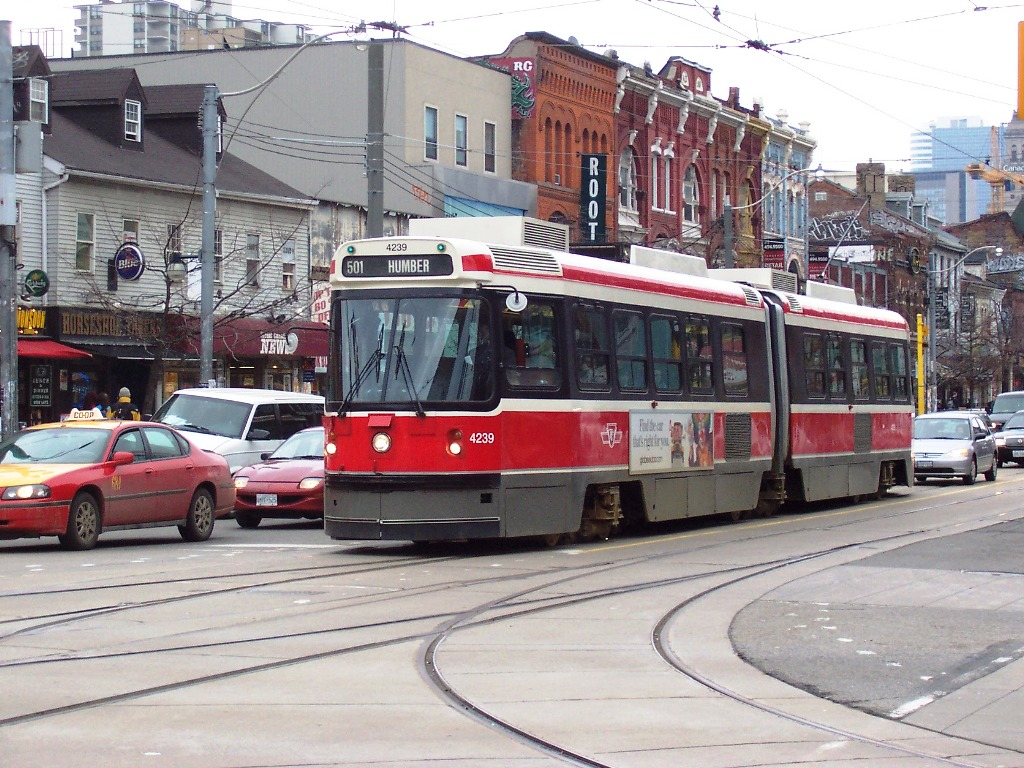
トロント市電の主力車両であったALRV
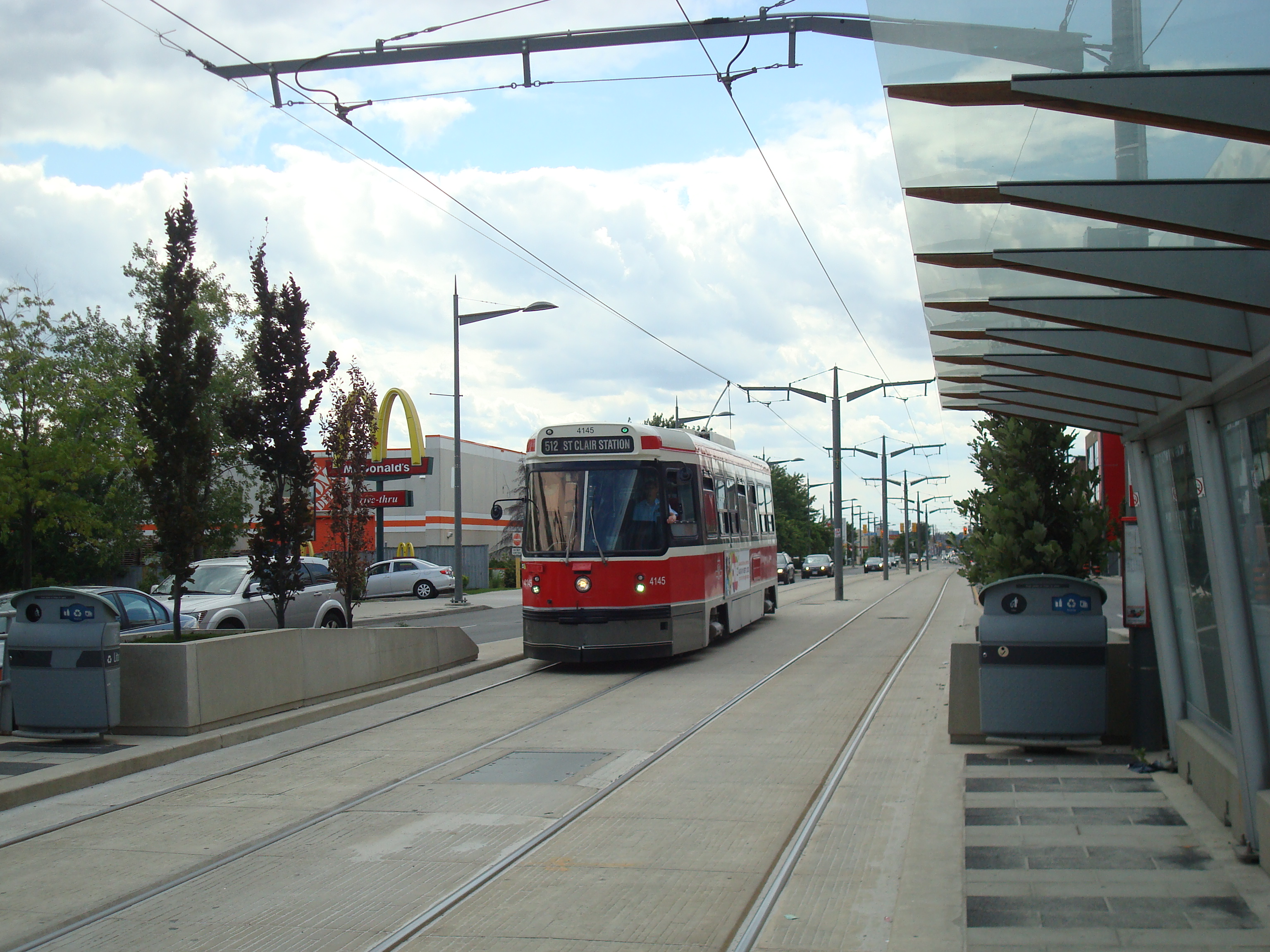
512系統
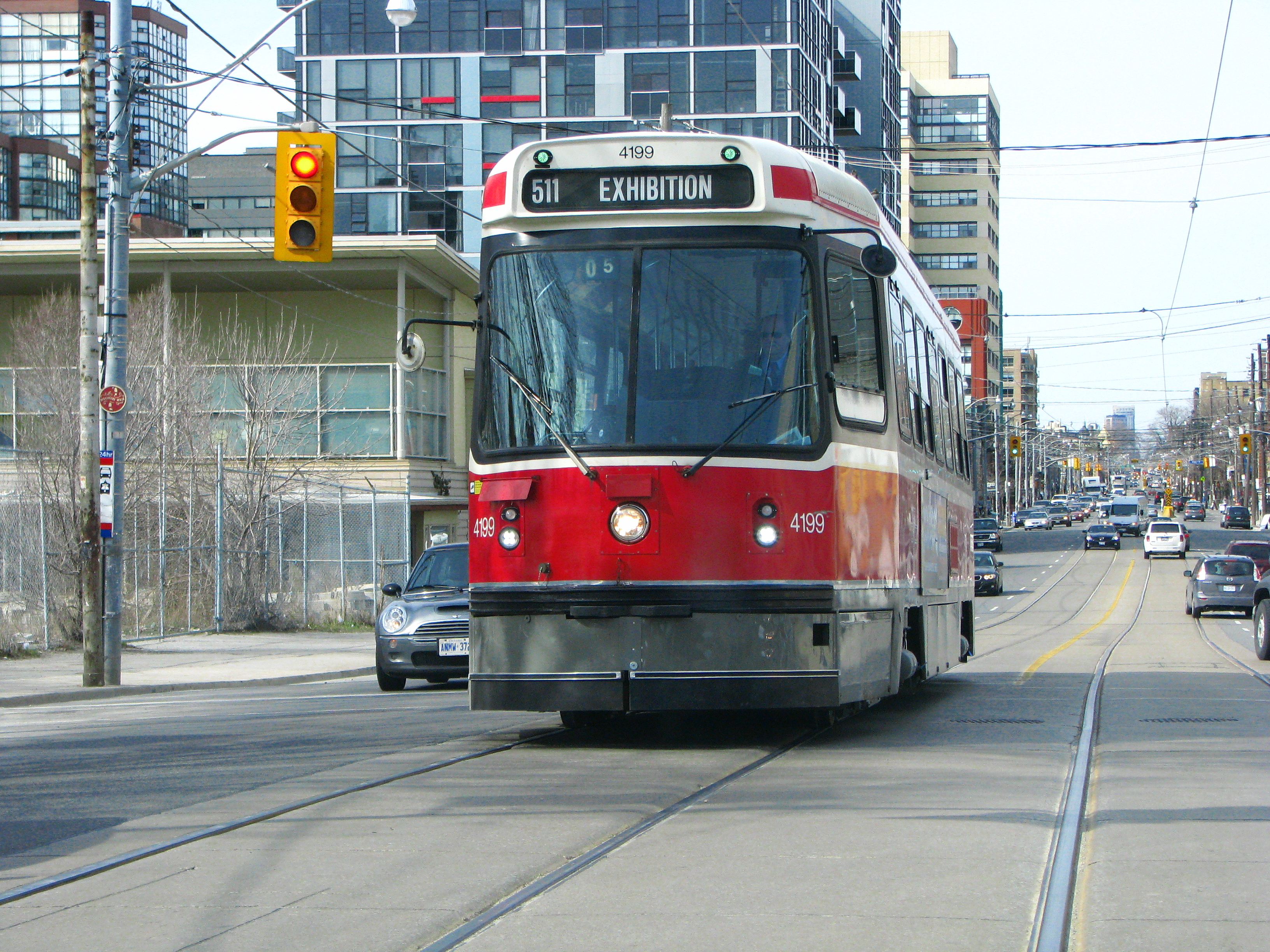
511系統
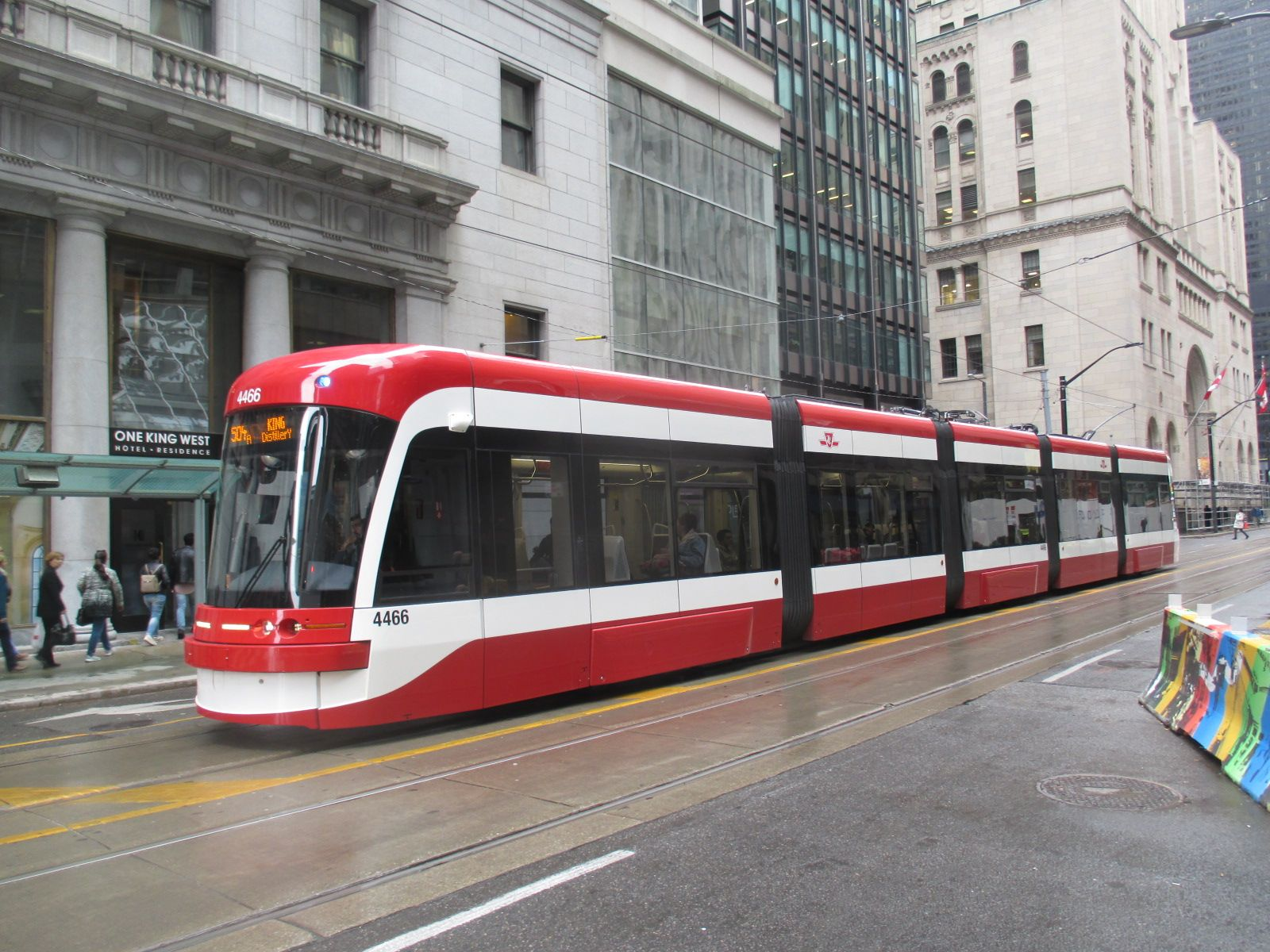
504A系統
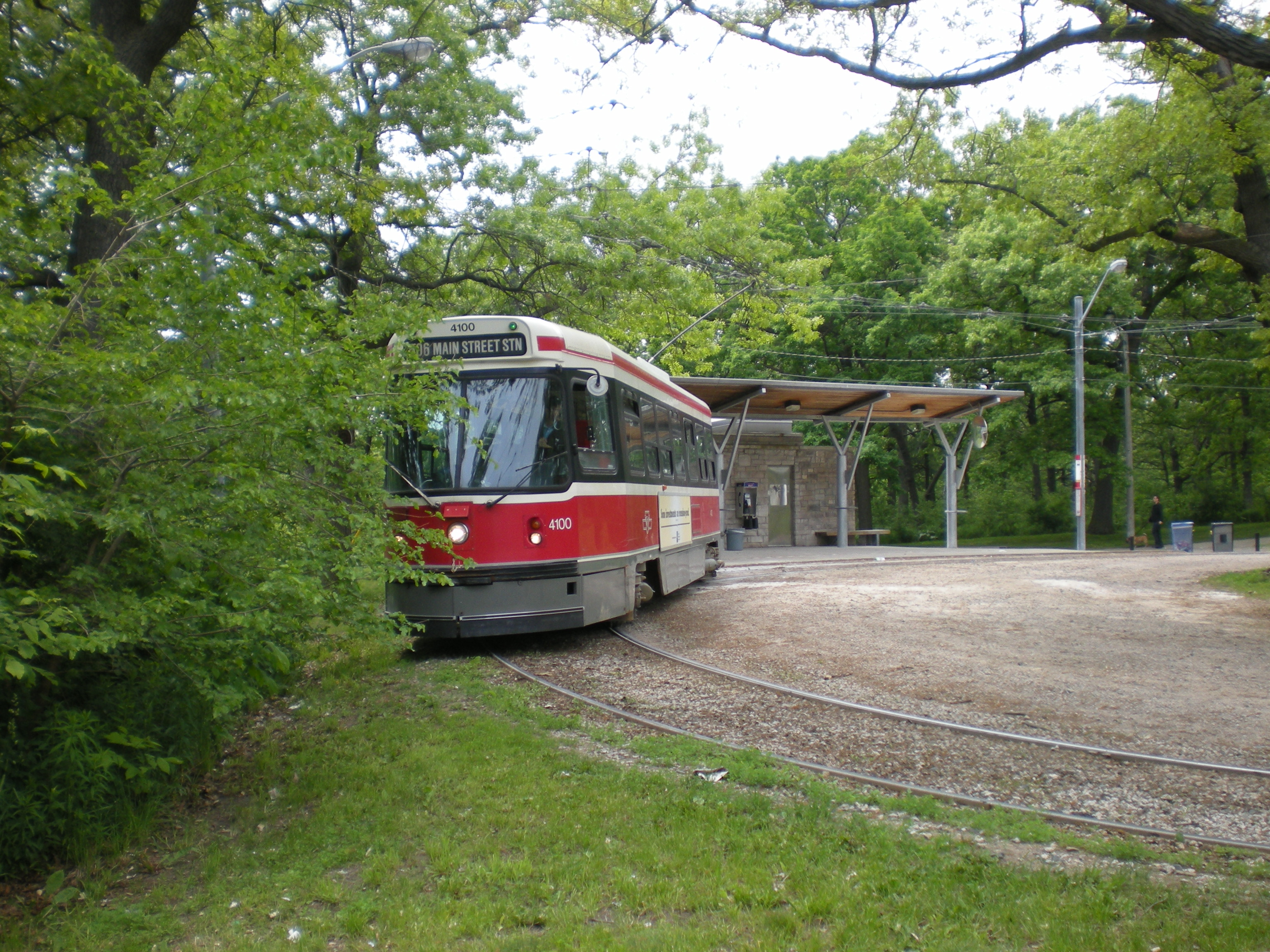
ハイパークループ
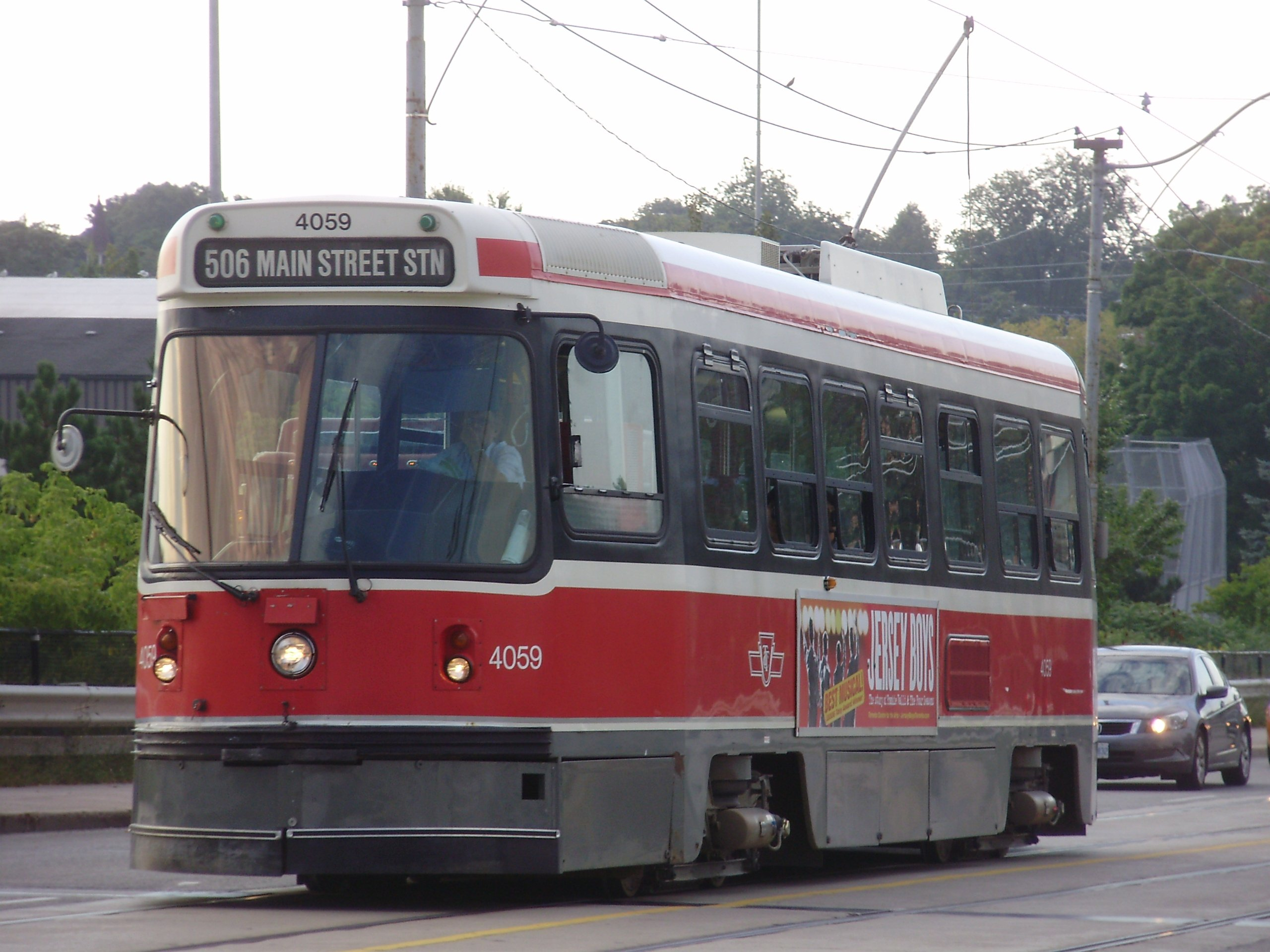
1977年に導入されたCLRV車両
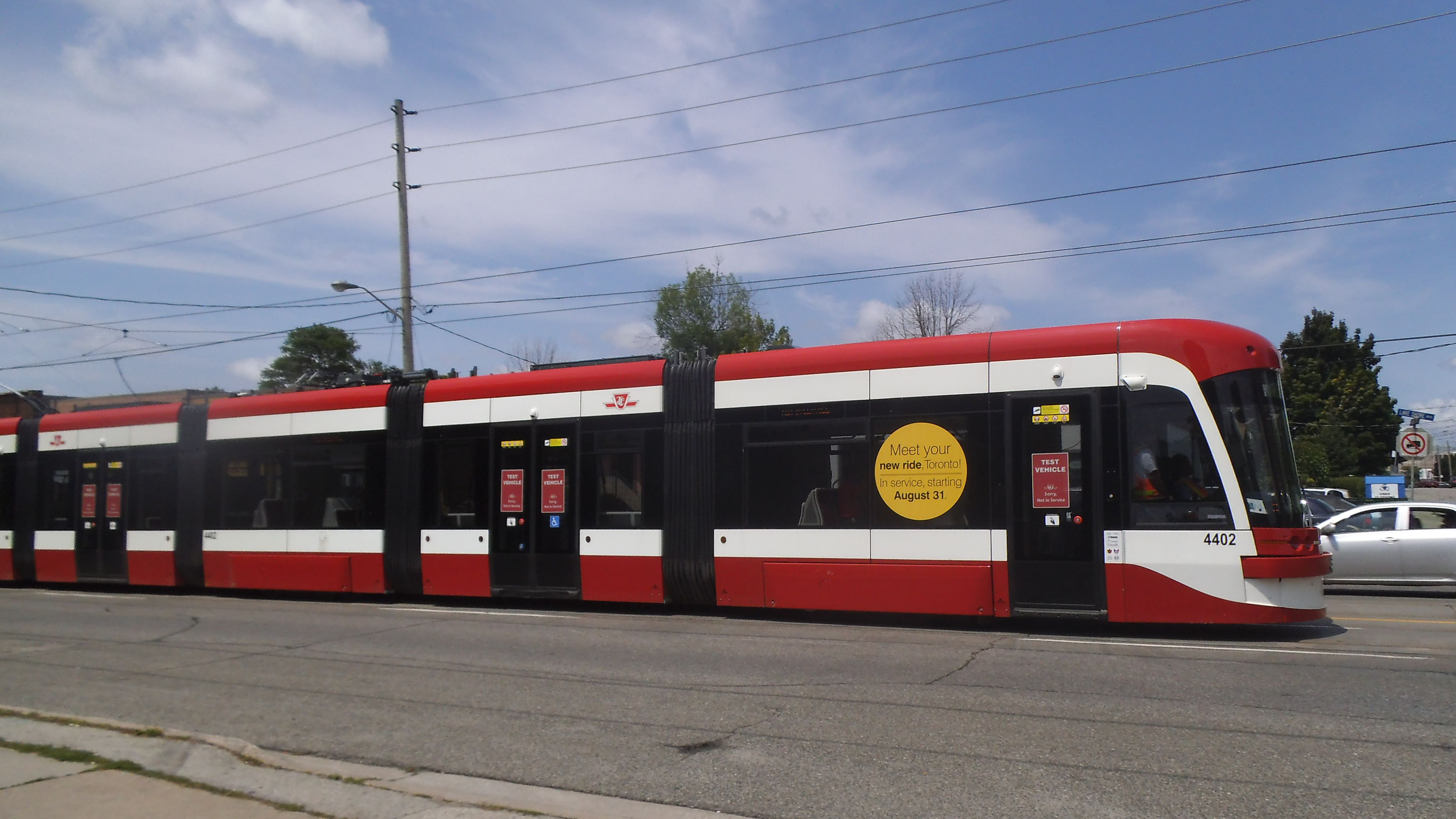
最新型車両のフレキシティー
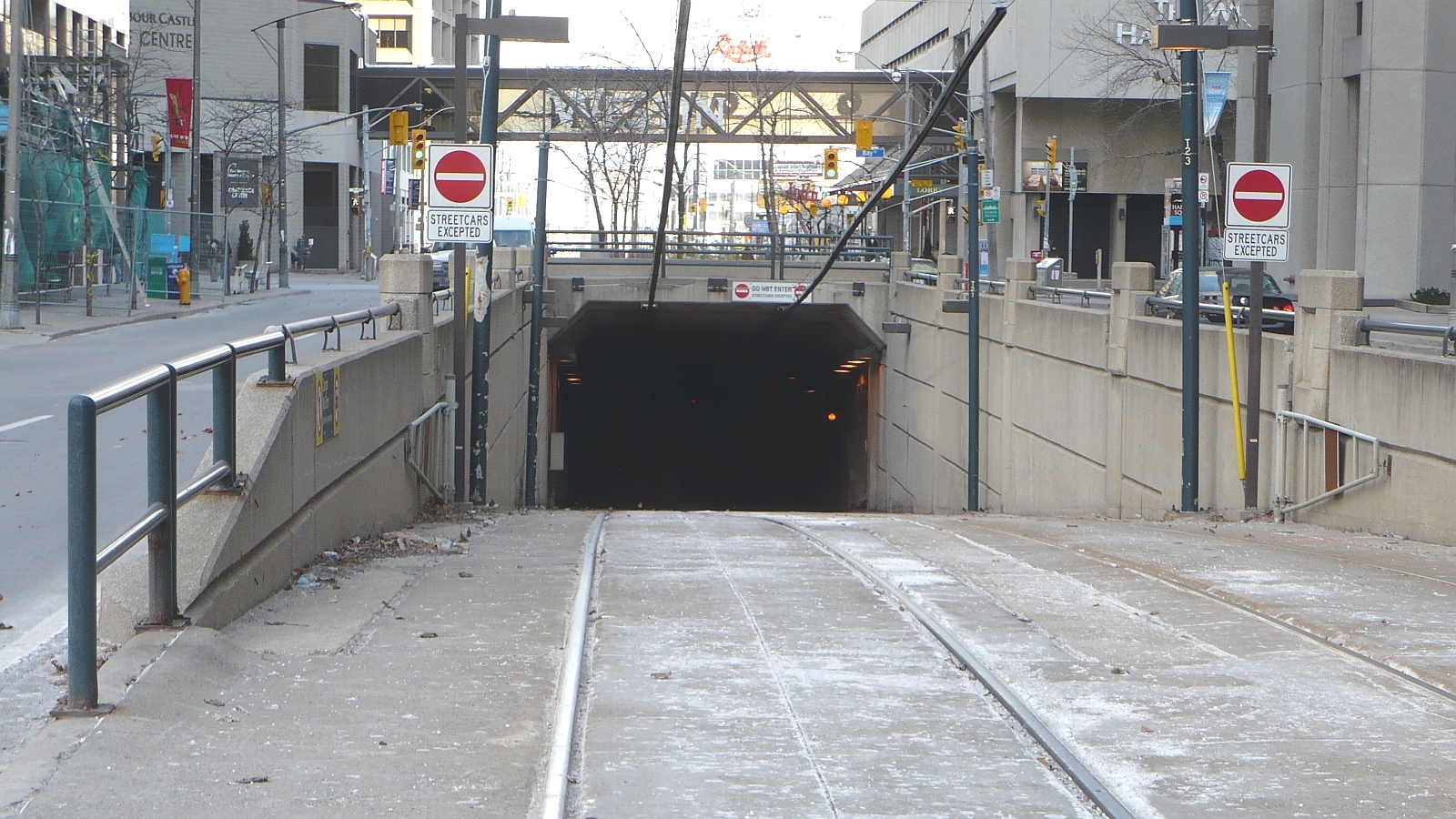
地下区間へのトンネルの入り口
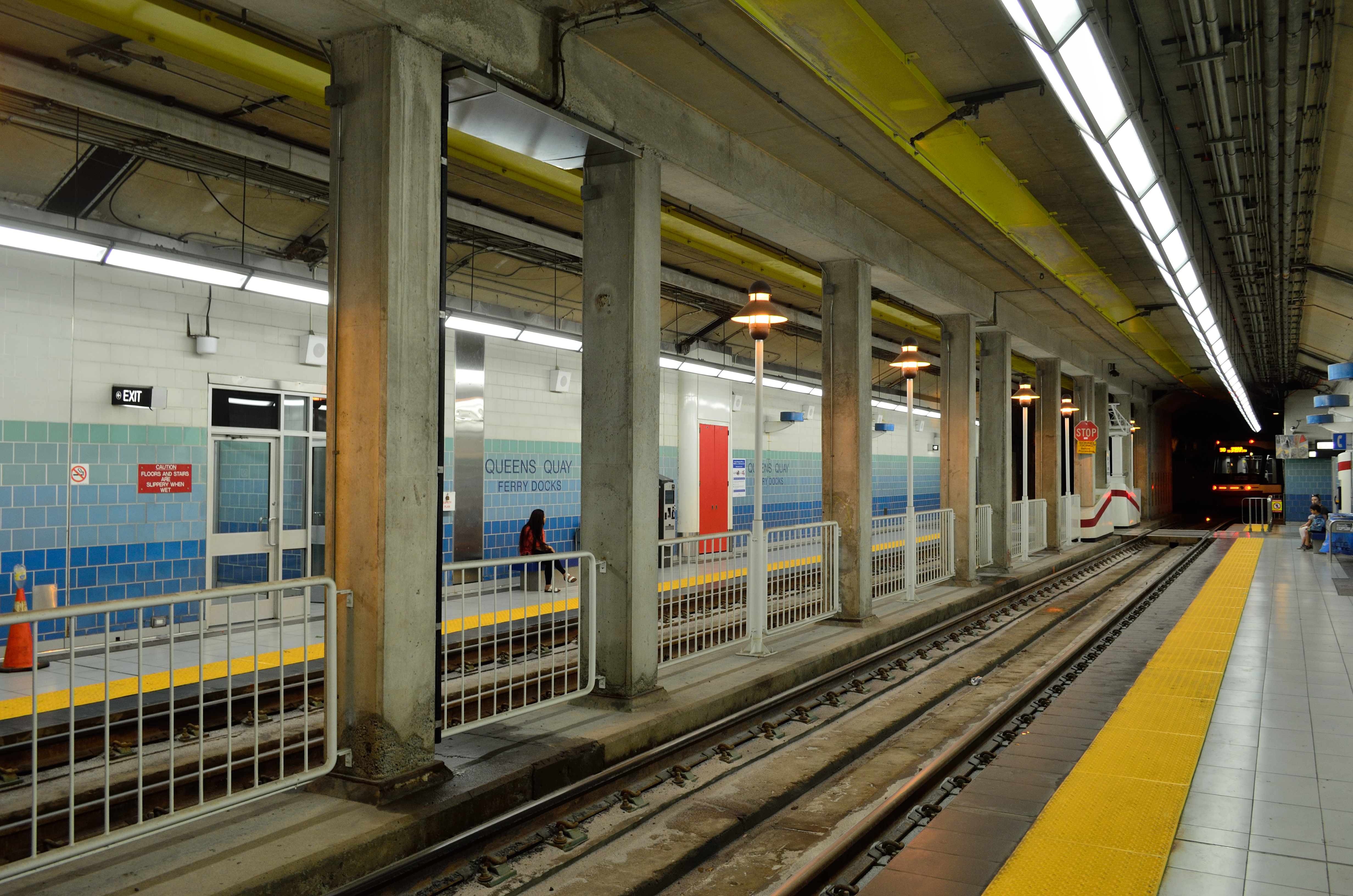
地下駅のクィーンズキー駅